# Liste der Klöster in Freiburg im Breisgau
Die Liste der Klöster in Freiburg im Breisgau umfasst alle Klöster der Stadt Freiburg.

## Liste
| Name                                   | Orden                                                               | Bestehen              | Standort                                                                                               | Bild                                                                                   | Bemerkungen | #  |
| -------------------------------------- | ------------------------------------------------------------------- | --------------------- | --- | -------------------------------------------------------------------------------------- | --- | -- |
| Kloster St. Lioba                      | Benediktinerinnen                                                   | seit 1927             | Günterstal, Riedbergstr. 1 47,96835° N, 7,85581° O                                                     |                                                                                        | Das Kloster der Benediktinerinnen von der Heiligen Lioba wurde 1927 gegründet und in der Villa Wohlgemuth eingerichtet.                                                   | 1  |
| Franziskanerkloster                    | Franziskaner                                                        | 1918–2015             | Wiehre, Günterstalstraße 59 47,98409° N, 7,84796° O                                                    |                                                                                        | nach Verkauf im Jahr 2015 nun Schulgebäude eines privaten Schulträgers | 2  |
| Kloster Adelhausen                     | Dominikanerinnen                                                    | 1687–1867             | Altstadt 47,99295° N, 7,851724° O                                                                      | Kirche und anschließender Westflügel (links)                                           | | 3  |
| Peterhof                               | Benediktiner                                                        | 1492–1807             | Altstadt, Niemensstraße 10 47,994895° N, 7,847632° O                                                   |                                                                                        | Der Peterhof war ab 1492 das Stadtquartier der Äbte von St. Peter im Schwarzwald                                                                                          | 4  |
| Dominikanerkloster                     | Dominikaner                                                         | 1235–1794             | Altstadt, Unterlinden 47,99786° N, 7,84868° O                                                          | Ansicht des Klosters auf einem Andachtsbild aus der ersten Hälfte des 18. Jahrhunderts | Auch „Prediger“ genannt. Bestand im Uni-Archiv Freiburg A 0106 Urkunden des Dominikanerklosters                                                                           | 5  |
| Dominikanerkloster St. Albert          | Dominikaner                                                         | 1934–2012             | Neuburg, Ludwigstr. 35 47,9984° N, 7,86064° O                                                          |                                                                                        | Das Kloster wurde am 10. Februar 2012 aufgelöst und dann Filialhaus des neuen Konvents St. Martin.                                                                        | 6  |
| St. Martin                             | Dominikaner                                                         | seit 2012             | Altstadt 47,995825° N, 7,849884° O                                                                     |                                                                                        | Neues Klosterleben - Dominikaner residieren am Rathausplatz, Andreas Braun, Badische Zeitung, 14. Februar 2012, abgerufen am 18. Februar 2014                             | 7  |
| Kartause Freiburg                      | Kartäuser                                                           | 1345–1782             | Waldsee, Kartäuserstraße 119 47,994517° N, 7,882656° O                                                 |                                                                                        | Nach Auflösung des Klosters in Privatbesitz, später Altenheim im Besitz der Heilig-Geist-Stiftung, nach Umbau seit 2014 UWC Robert Bosch College                          | 8  |
| Ursulinenkloster „Schwarzes Kloster“   | Ursulinen                                                           | 1696–1876             | Altstadt 47,99632° N, 7,84707° O                                                                       |                                                                                        | | 9  |
| Ursulinenkloster                       | Ursulinen                                                           | seit 1892             | Eisenbahnstraße 45, Hildastraße 37, heute Landsknechtstraße 4 47,99632° N, 7,84707° O                  |                                                                                        | | 10 |
| Jesuiten                               | Jesuiten                                                            | 1620                  | Altstadt, Bertoldstraße, früher Sattelgasse                                                            | Außenansicht                                                                           | heute „Alte Universität“ | 11 |
| Deutschordenhaus                       | Deutschorden                                                        | Mitte 13. Jahrhundert | Neuburg, später Altstadt, Salzstraße 47,994233° N, 7,851896° O                                         | ehemalige Deutschordenskommende                                                        | | 12 |
| Augustinerkloster                      | Augustiner-Eremiten                                                 | 1298–1784             | Altstadt, Salzstraße 47,994233° N, 7,851896° O                                                         |                                                                                        | 1784 Umzug nach St. Martin – Tausch mit den Franziskanern; im 19. Jahrhundert war die Kirche Theater, nach Umbau heute Museum                                             | 13 |
| Franziskanerkloster                    | Franziskaner                                                        | 1229–1784             | Altstadt, St. Martinskirche 47,996226° N, 7,850036° O                                                  |                                                                                        | weitere kleine Hofstätten am nordwestlichen Rand des Stadtgebiets. 1784 tauschten sie mit den Augustinermönchen und blieben bis 1803 im Augustinerkloster.                | 14 |
| Konvent der Kamillianer                | Kamillianer                                                         | 1956                  | Neuburg, Ludwigstraße 27 47,998944° N, 7,858546° O                                                     |                                                                                        | | 15 |
| Mutterhaus der Vinzentinerinnen        | Orden der Barmherzigen Schwestern vom hl. Vinzenz von Paul Freiburg | 1846                  | Neuburg, Habsburgerstraße 12048,001398° N, 7,853631° O                                                 |                                                                                        | | 16 |
| Mutterhaus der St. Elisabethschwestern | Gemeinschaft der St. Elisabethschwestern                            | 1925                  | Altstadt, Dreisamstraße 15–17 47,990546° N, 7,851171° O                                                |                                                                                        | Die Gemeinschaft wurde Weihnachten 1925 von Mathilde Otto in Freiburg gegründet. Sie betrieb bis 2000 eine Klinik für Geburtshilfe und Frauenleiden neben dem Mutterhaus. | 17 |
| Konvent Portiunkula                    | Franziskanerinnen von Sießen                                        | seit 1991             | Altstadt, Herrenstraße 22 47,995579° N, 7,853993° O                                                    |                                                                                        | | 18 |
| Herz-Jesu-Kloster                      | Herz-Jesu-Priester                                                  |                       | Herdern, Okenstr. 17 48,01086° N, 7,85796° O                                                           |                                                                                        | Ausbildungshaus der Ordensgemeinschaft | 19 |
| Zisterzienserkloster                   | Zisterzienser                                                       | 1224–1806             | Günterstal, Klosterplatz 47,965344° N, 7,856394° O                                                     |                                                                                        | | 20 |
| Antoniterkloster                       | Antoniter                                                           | um 1290–1542          | Altstadt, zwischen Salstraße und Herrenstraße                                                          |                                                                                        | Niederlassung mit Spital | 21 |
| Allerheiligen                          | Augustiner-Chorherren                                               | 1302–1713             | jetzt Erzbischöfliches Ordinariat                                                                      | Grundriss des Stifts im 18. Jahrhundert                                                | an diesem Standort jetzt Erzbischöfliches Ordinariat | 22 |
| Maria Magdalena                        | Reuerinnen                                                          | 1250–1651             | Friedrichring Ecke Merianstraße                                                                        |                                                                                        | | 23 |
| St. Agnes                              | Dominikanerinnen                                                    | 1264–1647             | Lehener Vorstadt, UB Freiburg am Werderring                                                            |                                                                                        | | 24 |
| St. Katharina (von Alexandrien)        | Dominikanerinnen                                                    | 1297–1687             | Basler Straße zwischen Kirch- und Goethestraße                                                         |                                                                                        | | 25 |
| Kapuzinerkloster Freiburg im Breisgau  | Kapuziner                                                           | 1591–1821             | Lehener Vorstadt, später das jetzige bischöfliche Konvikt.                                             |                                                                                        | Die Klosterkirche „Unbefleckte Empfängnis Mariae“ wurde 1601 geweiht | 26 |
| St. Katharina von Siena                | Dominikanerinnen                                                    | 1419–1786             | Eisenbahnstraße, Ecke Poststraße                                                                       |                                                                                        | | 27 |
| Mariäe Verkündigung                    | Benediktinerinnen                                                   | 1234                  | Wiehre, Zwischen der heutigen Basler Straße und Konradstraße, ungefähr auf der Linie der Goethestraße. |                                                                                        | | 28 |
| Johanniter                             | Johanniter                                                          | 1240–1677             | Johanniterhospital beim Johannestor, Neuburg                                                           |                                                                                        | | 29 |